# Philippe Laffon de Ladebat
 (octobre 2013).
Si vous disposez d'ouvrages ou d'articles de référence ou si vous connaissez des sites web de qualité traitant du thème abordé ici, merci de compléter l'article en donnant les références utiles à sa vérifiabilité et en les liant à la section « Notes et références ».
Philippe Alexandre Laffon de Ladebat, né le 20 septembre 1812 à Saint Ann à la Jamaïque et mort à Tahuata (Polynésie française) en 1842, est un officier de marine français.

## Biographie
Il est le neveu de l’ancien député abolitionniste de ce nom (André-Daniel Laffon de Ladebat).
Il entre en 1828 à l’École navale de Brest et est nommé lieutenant de frégate en 1833.
En 1837 il part de Toulon dans l’escadre du contre-amiral Charles Baudin pour l’intervention française au Mexique.
Sur la corvette La Créole sous le commandement du prince de Joinville, il participe à la prise du fort de Saint-Jean d’Ulloa (28 décembre 1838) et de Vera-Cruz (5/12/1838) contre les troupes du général Santa Anna.
Nommé lieutenant de vaisseau en 1839 à son retour en France, il part au Brésil comme second sur la corvette Fortune.
En 1841 il prend le commandement de la 120e compagnie d’artillerie maritime avec laquelle il s’embarque sur la frégate La Reine-Blanche montée par le contre-amiral Abel Dupetit-Thouars pour la colonisation des îles Marquises.
Au cours d’une expédition avec sa compagnie  contre des marquisiens révoltés sur l’île de Tahuata le 18 septembre 1842 il tombe atteint d’un coup mortel à la tête. Il sera enterré sur l'île avec plusieurs de ses compagnons d'arme tués dans les mêmes circonstances.

## Sources
- Annales Maritimes et coloniales N°18/P 184,28e année, 3e série. Bajot et Poire
- Histoire & Généalogie : Mourir aux Marquises